# Dans la cité obscurcie
 (janvier 2025).
Si vous disposez d'ouvrages ou d'articles de référence ou si vous connaissez des sites web de qualité traitant du thème abordé ici, merci de compléter l'article en donnant les références utiles à sa vérifiabilité et en les liant à la section « Notes et références ».
Dans la cité obscurcie (City in Darkness) est un film dramatique américain réalisé par Herbert I. Leeds en 1939, mettant en vedette Sidney Toler, Lynn Bari et Richard Clarke. C’est l’un des films de la série Charlie Chan, le quatrième avec Toler.

## Synopsis
Charlie Chan (Sidney Toler) est en visite à Paris pendant la crise d’annexion de la république tchèque en septembre 1938, mais a du mal à trouver le moyen de retourner aux États-Unis, car des perturbations dans les transports sont provoquées par la menace de guerre et la crise de Munich. Lors de sa visite au bureau du chef de police Romaine (C. Henry Gordon), qui est en voyage d'affaires, on apprend que Petroff (Douglass Dumbrille), un millionnaire bien connu, a été assassiné. L'inspecteur de police Marcel Spivak (Harold Huber), le filleul embêté de Romaine, a été laissé en charge pendant l'absence du chef et est terrifié à l'idée de mener une enquête de meurtre d'une telle envergure. Il demande l'aide de Chan, ce qui est accepté.

## Distribution
- Sidney Toler : Charlie Chan
- Lynn Bari : Marie Dubon
- Richard Clarke : Tony Madero
- Harold Huber : Marcel
- Pedro de Cordoba : Antoine
- Dorothy Tree : Ronnell
- C. Henry Gordon : préfet de police
- Douglass Dumbrille : Petroff
- Noel Madison : Belescu
- Leo G. Carroll : Louis Santelle
- George Davis : Alex
- Louis Mercier : Max
- Barbara Leonard : Lola
- Lon Chaney Jr. : Pierre

## Accueil
Harrison's Reports n'a pas donné une bonne critique au film. Il a critiqué l’intrigue et un scénario qui, selon lui, souffrait "d’une surabondance de dialogues". Il a vivement critiqué le rôle de Marcel, ainsi que la performance de Huber.